# Indianapolis 500 1986

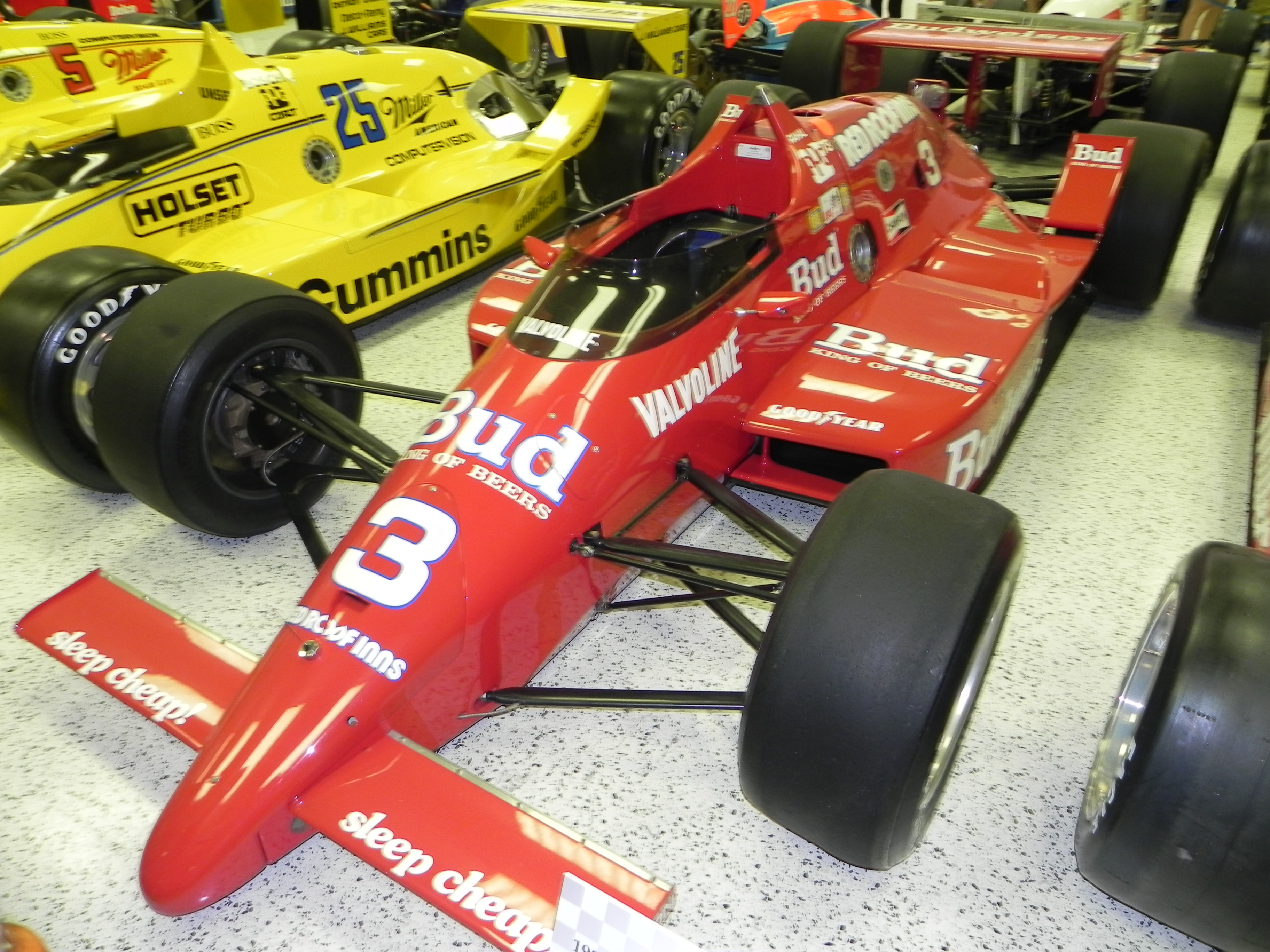
Das Siegerauto von 1986 des Team Truesports

Das 70. Indianapolis 500 (offiziell 70th Running of the Indianapolis 500) auf dem Indianapolis Motor Speedway fand am 31. Mai 1986 statt und ging über eine Distanz von 200 Runden à 4,023 km, was einer Gesamtdistanz von 804,672 km entspricht.

## Startaufstellung
| Reihe | Innen | Innen                                  | Mitte | Mitte                                   | Außen | Außen                                          |
| ----- | ----- | -------------------------------------- | ----- | --------------------------------------- | ----- | ---------------------------------------------- |
| 1     | 4     | Rick Mears Team Penske                 | 1     | Danny Sullivan Team Penske              | 18    | Michael Andretti Kraco Racing                  |
| 2     | 3     | Bobby Rahal Truesports                 | 11    | Al Unser Team Penske                    | 7     | Kevin Cogan Patrick Racing                     |
| 3     | 33    | Tom Sneva Mike Curb Racing             | 5     | Roberto Guerrero Bignotti-Cotter Racing | 30    | Al Unser jr. Shierson Racing                   |
| 4     | 66    | Ed Pimm Mike Curb Racing               | 20    | Emerson Fittipaldi Patrick Racing       | 21    | Johnny Rutherford Alex Foods Racing            |
| 5     | 12    | Randy Lanier Arciero Racing            | 15    | Pancho Carter Galles Racing             | 81    | Jacques Villeneuve Hemelgarn Racing            |
| 6     | 25    | Danny Ongais Team ASC                  | 55    | Josele Garza Machinists Union Racing    | 16    | Tony Bettenhausen jr. Bettenhausen Motorsports |
| 7     | 61    | Arie Luyendyk Provimi Veal Racing      | 8     | Geoff Brabham Galles Racing             | 14    | A. J. Foyt A. J. Foyt Enterprises              |
| 8     | 22    | Raul Boesel Dick Simon Racing          | 71    | Scott Brayton Hemelgarn Racing          | 42    | Phil Krueger                                   |
| 9     | 59    | Chip Ganassi Machinists Union Racing   | 31    | Jim Crawford Team ASC                   | 6     | Rich Vogler Alex Foods Racing                  |
| 10    | 95    | Johnny Parsons Machinists Union Racing | 24    | Gary Bettenhausen Leader Card Racers    | 2     | Mario Andretti Newman/Haas Racing              |
| 11    | 84    | George Snider A. J. Foyt Enterprises   | 9     | Roberto Moreno Galles Racomg            | 23    | Dick Simon Dick Simon Racing                   |

## Klassifikationen

### Endergebnis
| Pos. | Nr. | Fahrer                 | Chassis | Motor    | Zeit/Rückstand               | Start | Qualifikation ø 4 Rd. mph |
| ---- | --- | ---------------------- | ------- | -------- | ---------------------------- | ----- | ------------------------- |
| 1    | 3   | Bobby Rahal            | March   | Cosworth | 2:55:43,480 Std. 170,722 mph | 4     | 213,550                   |
| 2    | 7   | Kevin Cogan            | March   | Cosworth | 1,441 Sek.                   | 6     | 211,922                   |
| 3    | 4   | Rick Mears (W)         | March   | Cosworth | 1,881 Sek.                   | 1     | 216,828                   |
| 4    | 5   | Roberto Guerrero       | March   | Cosworth | 10,558 Sek.                  | 8     | 211,576                   |
| 5    | 30  | Al Unser jr.           | Penske  | Ilmor    | 199                          | 9     | 211,533                   |
| 6    | 18  | Michael Andretti       | March   | Cosworth | 199                          | 3     | 214,522                   |
| 7    | 20  | Emerson Fittipaldi     | March   | Cosworth | 199                          | 11    | 210,237                   |
| 8    | 21  | Johnny Rutherford (W)  | March   | Cosworth | 198                          | 12    | 210,220                   |
| 9    | 1   | Danny Sullivan (W)     | Lola    | Cosworth | 197                          | 2     | 215,382                   |
| 10   | 12  | Randy Lanier (R)       | March   | Cosworth | 195                          | 13    | 209,964                   |
| 11   | 24  | Gary Bettenhausen      | March   | Cosworth | 193                          | 29    | 209,756                   |
| 12   | 8   | Geoff Brabham          | March   | Cosworth | 193                          | 20    | 207,082                   |
| 13   | 22  | Raul Boesel            | March   | Cosworth | 192                          | 22    | 211,202                   |
| 14   | 23  | Dick Simon             | Lola    | Cosworth | 189                          | 33    | 204,978                   |
| 15   | 61  | Arie Luyendyk          | March   | Cosworth | 188 (Unfall)                 | 19    | 207,811                   |
| 16   | 15  | Pancho Carter          | March   | Buick    | 179 (Radlager)               | 14    | 209,635                   |
| 17   | 66  | Ed Pimm                | March   | Cosworth | 168 (Elektrik)               | 10    | 210,874                   |
| 18   | 55  | Josele Garza           | March   | Cosworth | 167                          | 17    | 208,939                   |
| 19   | 9   | Roberto Moreno (R)     | Lola    | Cosworth | 158 (Motor)                  | 32    | 209,469                   |
| 20   | 81  | Jacques Villeneuve (R) | Lola    | Cosworth | 154 (Lagerschaden)           | 15    | 209,397                   |
| 21   | 59  | Chip Ganassi           | March   | Cosworth | 151 (Motor)                  | 25    | 207,590                   |
| 22   | 11  | Al Unser (W)           | Lola    | Cosworth | 149 (Handling)               | 5     | 212,295                   |
| 23   | 25  | Danny Ongais           | March   | Buick    | 136 (Einspritzung)           | 16    | 209,158                   |
| 24   | 14  | A. J. Foyt (W)         | March   | Cosworth | 135 (Dreher)                 | 21    | 213,212                   |
| 25   | 6   | Rich Vogler            | March   | Cosworth | 132 (Unfall)                 | 27    | 209,089                   |
| 26   | 84  | George Snider          | March   | Buick    | 110 (Einspritzung)           | 31    | 209,025                   |
| 27   | 95  | Johnny Parsons         | March   | Cosworth | 100 (Schaltgestänge)         | 28    | 207,894                   |
| 28   | 16  | Tony Bettenhausen jr.  | March   | Cosworth | 77 (Ventilfeder)             | 18    | 208,933                   |
| 29   | 31  | Jim Crawford           | March   | Cosworth | 70 (Zylinderkopfdichtung)    | 26    | 208,911                   |
| 30   | 71  | Scott Brayton          | Lola    | Cosworth | 69 (Motor)                   | 23    | 208,079                   |
| 31   | 42  | Phil Krueger (R)       | March   | Cosworth | 67 (Motor)                   | 24    | 207,948                   |
| 32   | 2   | Mario Andretti (W)     | Lola    | Cosworth | 19 (Einspritzung)            | 30    | 212,300                   |
| 33   | 33  | Tom Sneva (W)          | Lola    | Cosworth | (0 Unfall)                   | 7     | 211,878                   |

(W)=früherer Gewinner / (R)=Rookie / alle Starter auf Goodyear-Reifen / Gelbphasen: 6 für 29 Rd.

## Führungsrunden
| Fahrer             | Team                   | Anzahl |
| ------------------ | ---------------------- | ------ |
| Rick Mears         | Team Penske            | 76     |
| Bobby Rahal        | Truesports             | 58     |
| Michael Andretti   | Kraco Racing           | 45     |
| Kevin Cogan        | Patrick Racing         | 13     |
| Al Unser jr.       | Shierson Racing        | 6      |
| Roberto Guerrero   | Bignotti-Cotter Racing | 1      |
| Emerson Fittipaldi | Patrick Racing         | 1      |